# Magyarbüks
Magyarbüks vagy Magyarbükkös (németül Ungarisch Bieling) a Vas vármegyei Csákánydoroszló községhez, azelőtt Nagycsákányhoz tartozó településrész.

## Fekvése
Közvetlenül az osztrák határ mellett fekszik, a Körmendi kistérséghez tartozó Csákánydoroszló határában.

## Története
Magyarbükköst már 1375-ben említik okiratok, akkoriban mint poss. Bykus et altera Bykus, vagyis két település: Felső- és Alsóbükkös . Később következő nevekkel találkozhatunk:
- 1418 Bykus
- 1425 Bixy, Bykesd
- 1482 Bykes
- 1494 Felsewbykes (= obere Bykes)
- 1498 Bywx

A falu területén állt Árpád-kori vár maradványai ma is láthatóak
1482-ben egy malomról is említést tesznek.
1921-ben a trianoni békeszerződés következtében a környező települések közül Karácsfa, Németkükkös és két évvel később Lovaszád Ausztriához kerültek, Magyarbüks pedig Magyarországon maradt. Az itt élők, akik szinte teljes egészében német anyanyelvűek voltak,  továbbra is Karácsfai plébániához tartoztak. A gyerekek az Anschlussig szintén az Ausztriához tartozó, de közelebbi Karácsfa iskoláját látogatták. Később néhány évig Magyarbüksön is folyt iskolai oktatás.  A malom szabadon volt használható az osztrákok számára is.
A második világháború után vasfüggöny került az osztrák-magyar határra. A magyarbükksiek többsége 1946 májusában a kitelepítés elől átszökött a határon.  A házakat az ötvenes évek második felében lerombolták.
Az egykori település területének nagy része, így a házhelyek többsége is, az erdészet által létesített vaddisznós kert területére esik. A temető területét 2008-tól kezdődően osztrák és magyar civil kezdeményezésre kitisztították. Az terület a 8-as főútvonaltól az egykori magyarbüksi határőrsig aszfaltos úton, onnan tovább erdészeti úton, majd gyalogösvényen közelíthető meg.